# Fußball-Europameisterschaft 1964
Das zweite Turnier um den Henri-Delaunay-Pokal wurde (inklusive Qualifikation) vom 21. Juni 1962 bis zum 21. Juni 1964 als „Europapokal der Nationen“ bzw. „Europapokal der Länder“ ausgetragen. Da aus diesem Wettbewerb die Fußball-Europameisterschaft hervorging, wird er als zweite Fußball-Europameisterschaft bezeichnet. Vier Mannschaften sollten nach Abschluss der Qualifikation die Endrunde bestreiten, welche vom 17. bis 21. Juni 1964 in Spanien stattfand. Der Ausrichter wurde erst bestimmt, nachdem die vier Teilnehmer (Spanien, Ungarn, die Sowjetunion und Dänemark) feststanden. Der gesamte Wettbewerb wurde abermals im K.-o.-System ausgespielt. Spanien besiegte im Finale die Sowjetunion mit 2:1.

## Qualifikation
Hauptartikel: Fußball-Europameisterschaft 1964/Qualifikation

## Spielorte
| Madrid |

| Barcelona |

| Madrid |

| Barcelona |

## Teilnehmer
| Dänemark (Kader) | Sowjetunion (Kader) | Spanien (Kader) | Ungarn (Kader) |

## Endrunde

### Halbfinale
|                                                     |   |        |                      |
| 17. Juni 1964 in Madrid (Estadio Santiago Bernabéu) |   |        |                      |
| Spanien                                             | – | Ungarn | 2:1 n. V. (1:1, 1:0) |

Spanien führte durch ein Tor von Jesús María Pereda (35.) zur Halbzeit mit 1:0 und erst in der 84. Minute gelang dem besten ungarischen Spieler, Ferenc Bene, der Ausgleich. Erst in der zweiten Hälfte der Verlängerung (112.) erzielte Amancio Amaro Varela von Real Madrid den Siegtreffer.
|                                       |   |             |           |
| 17. Juni 1964 in Barcelona (Camp Nou) |   |             |           |
| Dänemark                              | – | Sowjetunion | 0:3 (0:2) |

Der Titelverteidiger Sowjetunion führte nach Treffern von Woronin (19.) und Ponedelnik (40.) gegen den Außenseiter Dänemark bereits zur Halbzeit mit 2:0 und erhöhte erst in der 87. Minute durch Iwanow auf 3:0.

### Spiel um Platz 3
|                                       |   |          |                      |
| 20. Juni 1964 in Barcelona (Camp Nou) |   |          |                      |
| Ungarn                                | – | Dänemark | 3:1 n. V. (1:1, 1:0) |

Außenseiter Dänemark zwang die Ungarn in die Verlängerung. Ein Elfmeter in der 107. Minute machte jedoch die Hoffnungen der Dänen auf die Bronze-Medaille zunichte. In der 110. Minute erhöhten die Ungarn auf 3:1. Für Ungarn spielte der 19-jährige Zoltán Varga im Mittelfeld, der später für Hertha BSC und Borussia Dortmund in der Fußball-Bundesliga spielte.

### Finale
Spanien – Sowjetunion 2:1 (1:1)
| Spanien                                                                   | Spanien | Sowjetunion | Sowjetunion |
| ------------------------------------------------------------------------- | --- | --- | ----------- |
| Spanien                                                                   | \| Sonntag, 21. Juni 1964 um 18:30 Uhr in Madrid (Estadio Santiago Bernabéu) \| \| Zuschauer: 79.115 \| \| Schiedsrichter: Arthur Holland ( England) \|                                               | \| Sonntag, 21. Juni 1964 um 18:30 Uhr in Madrid (Estadio Santiago Bernabéu) \| \| Zuschauer: 79.115 \| \| Schiedsrichter: Arthur Holland ( England) \|                                                                               | Sowjetunion |
| Spanien                                                                   | José Ángel Iribar – Feliciano Rivilla, Ferran Olivella – Isacio Calleja, Ignacio Zoco, Josep Fusté – Amancio, Jesús María Pereda, Marcelino, Luis Suárez, Carlos Lapetra Cheftrainer: José Villalonga | Lew Jaschin – Wiktor Schustikow, Albert Schesternjow, Eduard Mudrik, Wiktor Anitschkin – Waleri Woronin, Alexei Kornejew – Igor Tschislenko, Wiktor Ponedelnik, Walentin Iwanow , Galimsjan Chussainow Cheftrainer: Konstantin Beskow | Sowjetunion |
| Spanien                                                                   | 1:0 Jesús María Pereda (6.) 2:1 Marcelino (84.) | 1:1 Galimsjan Chussainow (8.) | Sowjetunion |
| Sonntag, 21. Juni 1964 um 18:30 Uhr in Madrid (Estadio Santiago Bernabéu) | | |             |
| Zuschauer: 79.115                                                         | | |             |
| Schiedsrichter: Arthur Holland ( England)                                 | | |             |

Das Finale begann furios. In der 6. Minute erzielte Jesús Pereda die Führung für die Gastgeber, doch schon in der 8. Minute schafften die Sowjets durch Chussainow den Ausgleich. Marcelino sorgte in der 84. Minute für das entscheidende Tor. Trainiert wurde die Mannschaft von José Villalonga, der ein knappes Jahrzehnt zuvor bereits Erfolgstrainer bei Real Madrid war.

## Die Europameister
Trainer: José Villalonga

Torhüter: José Ángel Iribar (Athletic Bilbao), José Casas (Betis Sevilla), José Vicente Train (Real Madrid)

Abwehr: Isacio Calleja (Atlético Madrid), Luis María Echeberría (Athletic Bilbao), Ferran Olivella (FC Barcelona), Severino Reija (Real Saragossa), Feliciano Rivilla (Atlético Madrid)

Mittelfeld: Adelardo Rodríguez (Atlético Madrid), Félix Ruiz (Real Madrid), Josep Fusté (FC Barcelona), Ignacio Zoco (Real Madrid)

Angriff: Amancio Amaro Varela (Real Madrid), Luis del Sol (Juventus Turin), Vicente Guillot (FC Valencia), Carlos Lapetra (Real Saragossa), Marcelino (Real Saragossa), Jesús María Pereda (FC Barcelona), Luis Suárez (Inter Mailand)

## All-Star-Team
Ein offizielles UEFA-All-Star-Team der wertvollsten Spieler eines Turniers wurde erstmals bei der Europameisterschaft 1996 in England gewählt. Für die Zusammenstellung der besten Spieler der EM 1964 wurde von der UEFA folgendes Team ausgewählt.
| Torhüter    | Abwehr                                     | Mittelfeld                                         | Sturm                                                |
| ----------- | ------------------------------------------ | -------------------------------------------------- | ---------------------------------------------------- |
| Lew Jaschin | Feliciano Rivilla Dezső Novák Ignacio Zoco | Ferran Olivella Walentin Iwanow Jesús María Pereda | Amancio Amaro Luis Suárez Flórián Albert Ferenc Bene |

## Torschützenliste (Endrunde)
| Rang | Spieler              | Tore |
| ---- | -------------------- | ---- |
| 1    | Dezső Novák          | 2    |
|      | Jesús María Pereda   | 2    |
|      | Ferenc Bene          | 2    |
| 4    | Amancio Amaro Varela | 1    |
|      | Carl Bertelsen       | 1    |
|      | Walentin Iwanow      | 1    |
|      | Galimsjan Chussainow | 1    |
|      | Marcelino            | 1    |
|      | Wiktor Ponedelnik    | 1    |
|      | Waleri Woronin       | 1    |

Torschützenkönig des gesamten Wettbewerbs, inklusive Qualifikation, wurde der Däne Ole Madsen mit 11 Treffern.